# NGC 1924
NGC 1924 هي مجرة حلزونية تقع في كوكبة الجبار (كوكبة). تم اكتشافه في 5 أكتوبر 1785 من قبل قبل عالم الفلك ويليام هيرشيل.

## وصلات خارجية
- NGC 1924 على موقع ويكي سكاي: DSS2, SDSS, GALEX, IRAS, Hydrogen α, X-Ray, Astrophoto, Sky Map, Articles and images